# Mark Pysyk
Mark Alexander Terrance Pysyk (* 11. Januar 1992 in Edmonton, Alberta) ist ein kanadischer Eishockeyspieler, der seit November 2024 bei SaiPa Lappeenranta aus der finnischen Liiga unter Vertrag steht. Zuvor verbrachte der Verteidiger zunächst jeweils vier Jahre bei den Buffalo Sabres und Florida Panthers sowie eine Saison bei den Dallas Stars und abermals in Buffalo in der National Hockey League (NHL).

## Karriere
Pysyk begann seine Karriere in den Jugendligen der Vororte seiner Geburtsstadt Edmonton, wo er unter anderem gemeinsam mit Joe Morrow auf dem Eis stand. Im Bantam Draft der Western Hockey League (WHL), einer der drei höchsten Juniorenligen Kanadas, wurde er daraufhin 2007 als erster Spieler in der Geschichte der neu gegründeten Edmonton Oil Kings an dritter Gesamtposition ausgewählt. In seiner Rookiesaison bestritt er als 16-Jähriger bereits über 20 Minuten pro Spiel.
Bereits in seiner zweiten vollen Spielzeit wurde er 2009/10 zum Assistenzkapitän der Oil Kings ernannt und beendete die Saison mit 24 Punkten aus 48 Spielen. Obwohl er durch eine Fußverletzung fast ein Drittel der Saison verpasste, wurde er zum wertvollsten Spieler seiner Mannschaft gewählt. Im NHL Entry Draft 2010 wählten ihn die Buffalo Sabres anschließend in der ersten Runde an 23. Position aus. In den folgenden beiden Spielzeiten fungierte Pysyk als Kapitän der Oil Kings und führte sie in der Saison 2011/12 zum Titelgewinn in der WHL. Mit acht Assists war er in den Playoffs bester Vorlagengeber unter den Verteidigern seiner Mannschaft.
Zur Saison 2012/13 gab Mark Pysyk sein Profidebüt für das Farmteam der Buffalo Sabres, die Rochester Americans, in der American Hockey League. Bereits in seiner Rookiesaison wurde er erstmals in den NHL-Kader der Sabres berufen und gab im März 2013 sein Debüt im Spiel gegen die Washington Capitals. Bis Saisonende bestritt Pysyk 19 Spiele und erzielte dabei fünf Scorerpunkte. In den folgenden beiden Spielzeiten wechselte er häufig zwischen Buffalo und Rochester, bevor er im Juli 2015 einen neuen Zweijahresvertrag mit den Sabres unterzeichnete. Zu Beginn der Saison 2015/16 etablierte er sich an der Seite von Jake McCabe. Beide wurden für ihre hohe Beweglichkeit und ihren Überblick über das Spielgeschehen gelobt.
Im Juni 2016 wurde Pysyk gemeinsam mit zwei Wahlrechten für den NHL Entry Draft 2016 an die Florida Panthers abgegeben, die im Gegenzug Dmitri Kulikow nach Buffalo transferierten. Nach vier Jahren in Florida wurde sein auslaufender Vertrag nach der Spielzeit 2019/20 nicht verlängert, sodass er sich im Oktober 2020 als Free Agent den Dallas Stars anschloss. Im Juli 2021 wiederum kehrte er, abermals als Free Agent, zu den Buffalo Sabres zurück. Von dort zog es ihn im Juli 2022 zu den Detroit Red Wings, wo er aber aufgrund einer Ruptur der Achillessehne zunächst ausfiel. Sein Vertrag lief im Sommer 2023 aus, ohne dass er für die Red Wings ein Spiel bestritten hatte. In der Folge erhielt Pysyk einen Probevertrag bei den Wilkes-Barre/Scranton Penguins in der AHL, der aber nicht über den November 2023 hinaus verlängert wurde, sodass der Abwehrspieler das Team nach acht Einsätzen wieder verließ. Im Anschluss erhielt er Anfang Dezember einen Vertrag bis zum Saisonende bei den Calgary Flames, die ihn in ihrem Farmteam, den Calgary Wranglers, in der AHL einsetzten.
Nach mehreren Monaten ohne Vereinszugehörigkeit wurde der Kanadier im November 2024 von SaiPa Lappeenranta aus der finnischen Liiga verpflichtet.

### International
Mark Pysyk wurde zur World U-17 Hockey Challenge 2009 in den Kader der Mannschaft Canada Pacific berufen und gewann mit dieser die Silbermedaille. Im gleichen errang er mit der kanadischen Auswahl die Goldmedaille beim Ivan Hlinka Memorial Tournament 2009. Drei Jahre später gewann er mit der kanadischen Nationalmannschaft die Bronzemedaille bei der U20-Junioren-Weltmeisterschaft 2012, die in Edmonton und Calgary stattfand.

## Erfolge und Auszeichnungen
- 2010 Teilnahme am CHL Top Prospects Game
- 2012 WHL East Second All-Star Team
- 2012 Ed-Chynoweth-Cup-Gewinn mit den Edmonton Oil Kings

### International
- 2009 Silbermedaille bei der World U-17 Hockey Challenge
- 2009 Goldmedaille beim Ivan Hlinka Memorial Tournament
- 2012 Bronzemedaille bei der U20-Junioren-Weltmeisterschaft

## Karrierestatistik

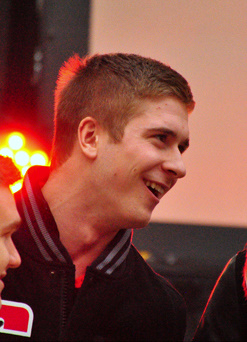
Pysyk bei der U20-Junioren-Weltmeisterschaft 2012

Stand: Ende der Saison 2023/24

### International
Vertrat Kanada bei:
- World U-17 Hockey Challenge 2009
- Ivan Hlinka Memorial Tournament 2009
- U20-Weltmeisterschaft 2012

(Legende zur Spielerstatistik: Sp oder GP = absolvierte Spiele; T oder G = erzielte Tore; V oder A = erzielte Assists; Pkt oder Pts = erzielte Scorerpunkte; SM oder PIM = erhaltene Strafminuten; +/− = Plus/Minus-Bilanz; PP = erzielte Überzahltore; SH = erzielte Unterzahltore; GW = erzielte Siegtore; 1 Play-downs/Relegation; Kursiv: Statistik nicht vollständig)